# Grypocentrus basalis
Grypocentrus basalis är en stekelart som beskrevs av Johannes Friedrich Ruthe 1855. Grypocentrus basalis ingår i släktet Grypocentrus och familjen brokparasitsteklar. Arten är reproducerande i Sverige. Inga underarter finns listade i Catalogue of Life.